# Hipótesis del matriarcalismo vasco
La hipótesis del matriarcalismo vasco o teoría del matriarcalismo vasco es una propuesta teórica lanzada por Andrés Ortiz-Osés que sostiene que la existencia de una estructura psicosocial centrada o focalizada en el arquetipo matriarcal-femenino (madre/mujer, el cual encuentra en el arquetipo de la gran madre vasca Mari su precipitado como proyección de la madre Tierra/naturaleza) que "impregna, coagula y cohesiona el grupo social tradicional vasco de un modo diferenciante respecto a los pueblos indoeuropeos patriarcales", en palabras de A. Ortiz-Osés. Se trataría de una estructura que, si bien da cuenta de fenómenos relevantes, no aparece ella misma a simple vista; sino en un trasfondo antropológico profundo. De acuerdo con Bachofen el término infraestructura psicosocial podría ser usado también para caracterizar a la estructura matriarcal, que no es algo dado, sino una actitud según el teórico citado.

## Subestructuras profundas coimplicadas

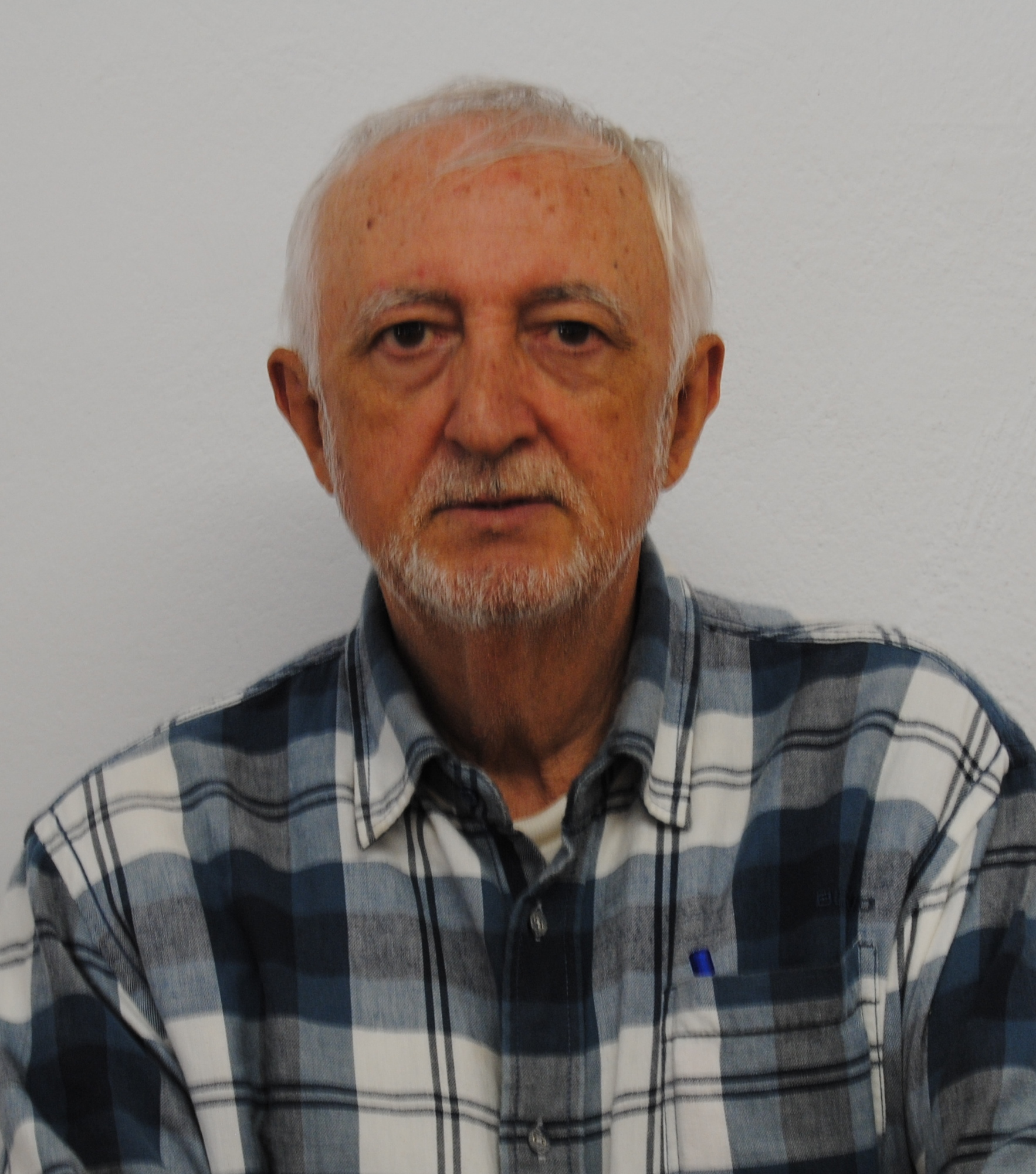
Andrés Ortiz-Osés, estudioso del matriarcalismo vasco.

1.Subestructura psicomítica: la sociedad y la mitología gira en torno a la Gran Madre, al tiempo que esta se encuentra representada como Mari en el hogar como la madre-mujer o etxekoandre. Así nos lo recuerda José Miguel de Barandiarán:

Etxekoandre, etxekoandere: "es el principal ministro del culto doméstico. Ella practica, en efecto los actos culturales, como ofrecer luces y comestibles a los difuntos de su casa, bendecir a los miembros de su familia una vez al año, adoctrinar a todos en el deber de mantenerse en comunión con sus antepasados (...)"

2.Subestructura social: la herencia y el parentesco se transmiten por la línea femenina, según Julio Caro Baroja se debería al papel de la mujer como recolectora de los alimentos en el paleolítico o agricultura de azada en el neolítico.
3.Subestructura simbólico-lingüística: la realidad es articulada como flujo o devenir de la energía femenina adur, que conjuran las sorginak, frente a la consideración estática de la realidad como ser patriarcal. El propio lenguaje ofrece en su interpretación primigenia de la realidad una marca asignación de lo matriarcal femenino, el conocido sufijo -ba.
4.Subestructura anímica: gran ligazón a la madre, dependencia "oral" (cfr. txokos), fratrías o hermandades, la religión con un sentido envolvente o totalizante del cosmos y de la existencia o izatea, erotismo difuso, prepotencia de los artilugios femenino mágicos, autoritarismo materno, etc. De acuerdo con la terminología de G.R. Taylor en Sex in History se podría hablar de un "matrismo" comunalista-espontaneista frente a un "patrismo" individualizador-culpabilizante. Esto se vería reflejado en los akelarres y el comunalismo o grupalismo en el colectivismo agrario aún superviviente en lugares como el Valle del Baztán o en el comunalismo foral.

### La mujer como sacerdotisa

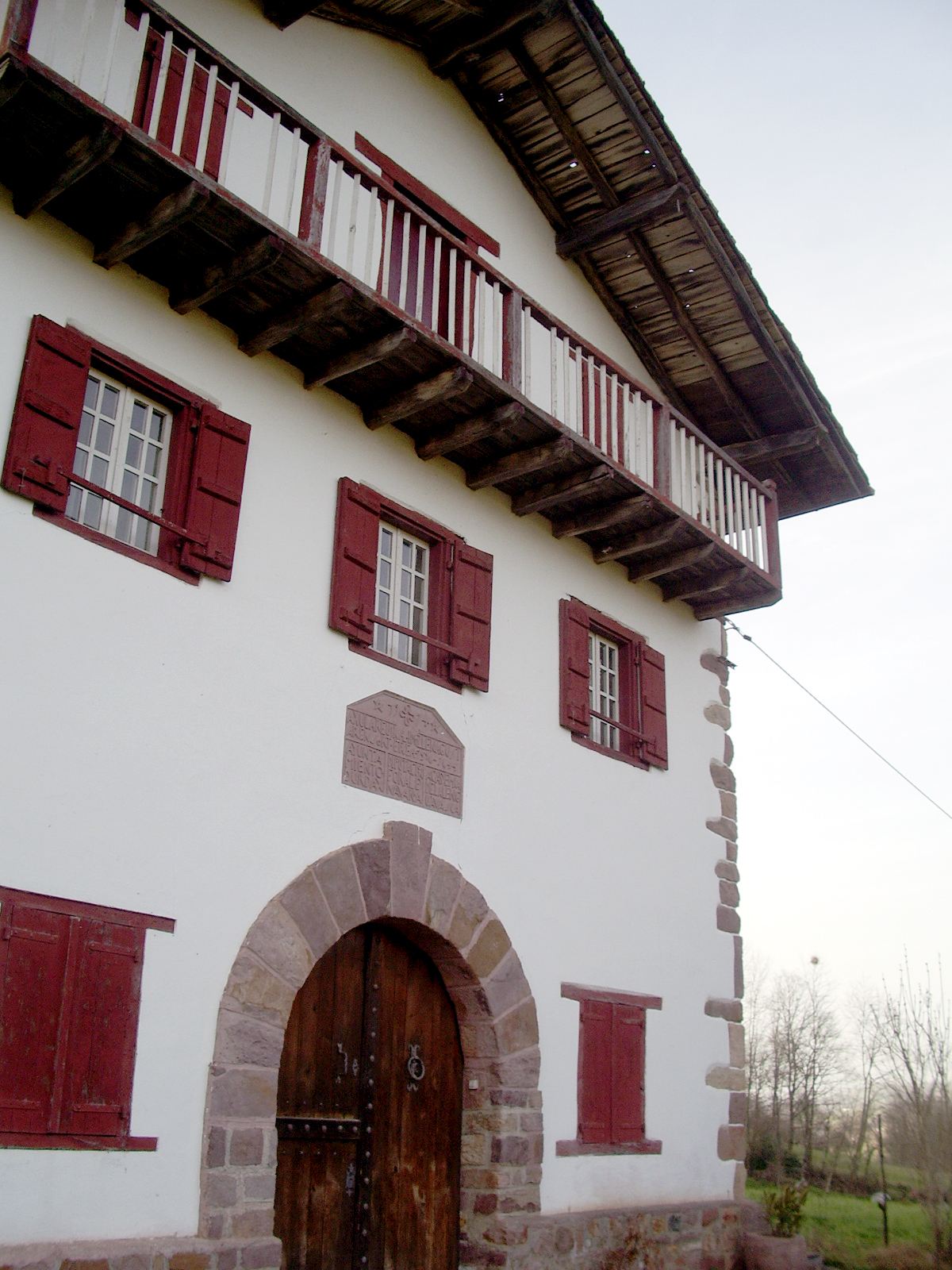
Caserío vasco, hogar de la familia y de quien es señora, la Etxekoandre

La etxekoandre o señora de la casa es quien representa a la casa, presidiendo así los actos y las ceremonias sagradas como la sepultura. Cuando no hay ninguna mujer de la familia que pueda asistir a tales actos es reemplazada por la andereserora (señora soror en euskera), que es a modo de sacerdotisa del vecindario quien representa a las etxekoandre o ministros del culto doméstico. Barandiarán opinaba que esto había contribuido a elevar al aprecio y consideración en que era tenida la mujer, por eso en muchos casos era y es instituida heredera de la casa con preferencia a sus hermanos, por ejemplo en los tiempo forales; situación contraria al derecho feudal, de origen germánico. Ejemplo de la importancia de la mujer en el sacerdocio pagano son los ritos que aún se conservan en lugares como Urdiáin (Navarra), donde en los dos solsticios las mujeres recorren el pueblo formando círculos alrededor de las hogueras y cantando coplas al Eguzki Amandrea (o la Abuela Sol).
En el aprecio en que los antiguos vascos tuvieron a la mujer influyó el papel fundamental que está desempeñó en los distintos aspectos de la vida familiar. Mientras el marido marchaba de casa debido a la exigencias de la vida trashumante, del marino o pescador, era ella quien dirigía las funciones del culto doméstico, elevando su dignidad y prestigio y, a su vez, favoreciendo la situación social y política de la mujer
Andrés Ortiz-Osés defendía desde el punto de vista de la antropología simbólica vasca que la Etxe vasca, como casa o caserío, reconstituía la cueva de la Diosa Mari, y cuya representación era la Etxekoandre o Señora de la casa. La etxe vasca es radical, elemental y absolutamente matriarcal-femenina en opinión del catedrático de hermenéutica citado, pues es a la vez tiempo y espacio de comunión de vivos y muertos, morada y sepultura, templo y cementerio y lugar de vida (procreación y nacimiento) y muerte (defunción, entierro y rememoración).

### Mari, la Diosa Madre

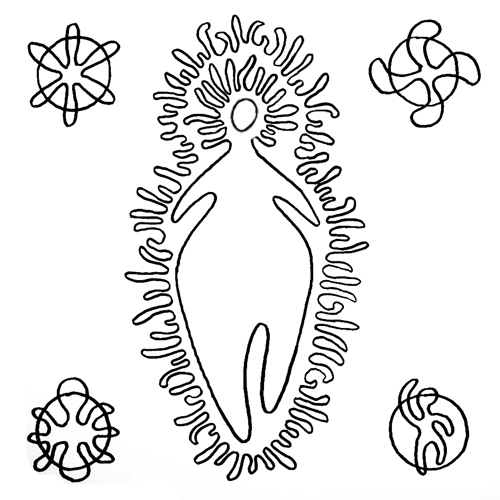
Representación de Mari, la Madre Diosa

Mari es la diosa principal de la mitología euskérica, siendo de las primitivas Diosas-Madre europeas la única que ha llegado hasta nuestros días Es el personaje mítico más relevante de las tradiciones vascas, siendo la señora de todos los genios telúricos y la madre de Atarrabi y Mikelats, dos divinidades o genios, el primero signo del bien moral y el segundo del signo contrario. Esta diosa es por lo tanto neutral, simbolizando el equilibramiento de los contrarios propio de la madre tierra o Amalur.
Así lo justifica August Franz Joseph Karl Mayer:

"La figura mítica de Andra Mari, personificación de la Magna Terra (Ama Lur) y sus energías vitales, ofrece rasgos perentorios y reflejos quebrados de la vieja diosa Madre paleolítica y su culto. (...)"

Este filósofo defendió que el trasfondo arquetípico de la mitología vasca había que inscribirlo en el contexto de un Paleolítico dominado por la Gran Madre, en el que el ciclo de Mari y sus metamorfosis ofrece toda una simbología típica del contexto matriarcal-naturalista. De acuerdo con el arquetipo de la Gran Madre, esta suele encontrarse relacionada con los cultos de fertilidad, como en el caso de Mari, quien es la determinante de la fertilidad-fecundidad, la hacedora de lluvia o pedrisco, aquella de cuyas fuerzas telúricas dependen las cosechas, en el espacio y el tiempo, la vida y la muerte, la suerte (gracia) y la desgracia.
Así lo explican Andrés Ortiz-Osés y August Franz Joseph Karl Mayer:

" (...) Mari no es sino la proyección mítica de una experiencia primigenia: la experiencia de la vida vivida bajo el misterio del embarazo femenino, de la alimentación y cocción femeninas, de la magia curativa de la mujer, del hogar como centro de la casa. Mari no solamente es la epifanía de Ama Lur (la Madre Tierra/Naturaleza y sus fuerzas personificadas) sino que representa el ordo natural, cuyas redes teje y desteje, en devanedera de oro, en las astas de su carnero. A esta Divinidad máxima vasca se le ofrenda simbólicamente el carnero, animal sagrado por excelencia, cargado de valores curativos y mágicos. (...) Mari representa el arquetipo matriarcal predominante en el Paleolítico  (...)

"La Gran Diosa Vasca Mari es claramente el símbolo de la Vida, la Naturaleza y sus fuerzas telúricas, pero es además la diosa madre de todos los diosecillos, númenes, genios y fuerzas personificadas, preeminentemente femeninas."

### Mitos cosmogónicos
En las primitivas mitologías matriarcales, el día es hijo de la noche, el sol de la tierra, la claridad de la oscuridad caótica omnipariente.
Andrés Ortiz-Osés

Esta concepción mítica matriarcal se corresponde con la concepción propia de los vascos, claramente reflejada en su mitología. La Tierra, es madre del Sol y de la Luna, frente a las concepciones patriarcales indoeuropeas, donde el sol es reflejado como un Dios, numen o espíritu masculino. A estas dos hermanas se les dedicaban los rezos y saludos al amanecer y al atardecer, cuando volvían al seno de la Madre Tierra, más allá de los mares "bermejos".
Esta concepción de la Tierra como Madre, lejos de ser aislada, se encuentra plasmado en uno de los mitos cosmogónicos más importante y bello, el mito de Eguzkilorea ("flor sol" en euskera o carlina acaulis). En él las mujeres y los hombres de antaño solicitaban ayuda a Amalur (Madre Tierra) para protegerse de los espíritus malignos que campaban a sus anchas aterrorizándolos. Amalur respondió creando dos hijas, Ilargi (Luna) y Eguzki (Sol); pero pronto aquellos espíritus aprendieron como evitar la luz de éstas y entonces la Madre Tierra intervino por última vez en asuntos humanos, naciendo de su seno una Eguzkilorea, planta protectora desde entonces contra brujas, laminak y los malos espíritus.

## Matriarcalismo, no matriarcado

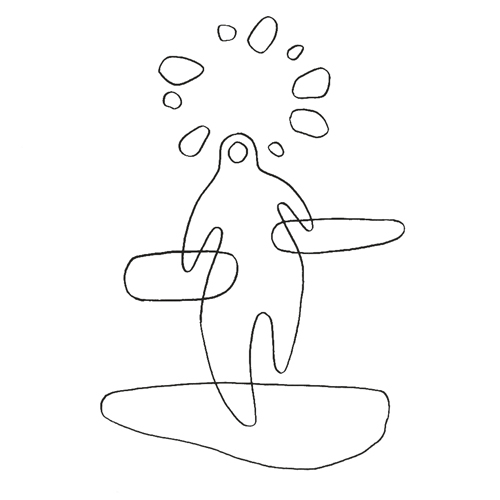
Jentil, figura mitológica vasca que desaparició según la leyenda con el advenimiento de Kixmi y de quien solo sobrevivió Olentzero y Basajaun

Los antropólogos no suelen usar el término matriarcado por no haber quedado totalmente demostrado la existencia de un matriarcado en el mismo sentido del que se habla cuando se utilizada el de patriarcado, es decir, en el sentido de una sociedad dominada por la Mujer o Madre. El matriarcado implicaría una realidad bruta o realidad objetiva impositiva, mientras el matriarcalismo es una estructura psicosocial, que más que una realidad objetiva, sería una realidad intersubjetiva estructurada a distintos niveles como el hermeneútico.
Es decir, la estructura psicosocial de la cultura vasca tradicional puede ser definidad como matriarcal o matriarcalista, pero no como matriarcado en opinión de Andrés Ortiz-Osés, pues mientras el matriarcalismo representa un matricentrismo, o sea, una estructura psicosocial centrada o focalizada en el símbolo de la Madre/Mujer y su proyección de la Madre Tierra/Naturaleza divinizada (como el arquetipo de la Gran Madre Vasca Mari), un matriarcado supondría una sociedad donde el dominio de la mujer habría quedado atestiguado legal o antropológicamente hasta nuestros días de alguna manera más o menos directa.

## El matriarcalismo vasco frente a otras estructuras psicosociales
El matriarcalismo ancestral vasco anterior a la estructura patriarcal-racionalista y greco-romana-cristiana, se diferencia de otros matriarcalismos, como por ejemplo del matriarcalismo pasivo-elementar gallego estudiado por Rof Carballo, por presentar un naturalismo activo. Esto se debe a la preponderancia del elemento de la transformación en el arquetipo matriarcal vasco (cfr. Mari se metamorfosea en animales, así como los Basajaunak), la compresencia aunque secundaria y posterior del arquetipo patriarcal simbolizado por la invasión indoeuropea, etc.
El naturalismo activo vasco (siempre en términos hermeneúticos) se diferencia del pasivismo matriarcal galaico o del pasivismo patriarcal indio, cuyo sentido de la vida está expresado en el grado cero de la vivencia (o nirvana). Frente al matriarcalismo vasco, el talante hispano tradicional podría definirse como patriarcal-mágico o patriarcalismo de signo "irracionalista".

## Razones de su supervivencia

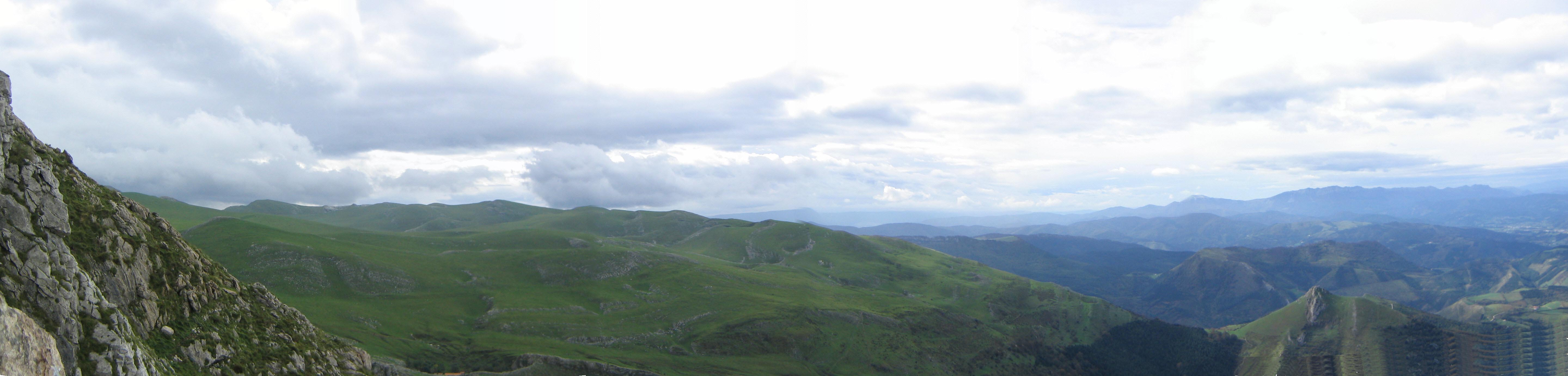
Panorámica de la Sierra de Aralar, donde en 1971 se descubrió un importante antiguo asentamiento de gentiles (paganos) en Jentilen sukaldea.

- La situación retirada de Euskal Herria por su enclave pirenaico, así como la falta de un desarrollo tecnológico con el consiguiente superproduccionismo, imposibilitaron la entrada de Vasconia en el contexto indoeuropeo de tipo patriarcal-racionalista. La importancia de la mujer vasca, sea como recolectora en el Paleolítico, sea como agricultora en el Neolítico, ha influido en la pervivencia del matriarcalismo vasco.

- Por otra parte la tardía cristianización que apuntaba el Padre Joxemiel Barandiaran en su obra "El hombre primitivo en el País Vasco", sobre todo en aquellas partes alejadas de las vías de acceso romanas,[17] pudo ser la causa de la pervivencia de la primitiva religión vasca hasta estadios muy tardíos en comparación con el resto de Europa; muestra de ello serían los restos de sendos asentamientos paganos en las estribaciones de Aralar aún en el siglo XIII.[18] Debido a esto no sería de extrañar que el arquetipo de la Diosa Mari haya sobrevivido hasta la actualidad, aunque fuera en muchos casos demonizada por parte de la Iglesia.

- Finalmente otra vital en la pervivencia de esta estructura psicosocial pre-indoeuropea sea, tal y como Barandiarán apuntaba, que la base de la economía de Euskal Herria haya sido durante siglos el pastoreo, pesca y agricultura. En estos dos primeros casos las mujeres, madres y abuelas eran quienes debían dirigir la familia mientras el marido y padre permanecía largas temporadas fuera,[2] de esta manera se perpetuó hasta bien entrada la Revolución industrial el matriarcalismo vasco, aún latente.

## Cuadro categorial simplificado
El siguiente cuadro categorial de "tipos ideales" weberianos o tipos ideal-reales resumiría lo dicho:
| Matriarcal-Natura (= Vasco)                               | Patriarcal-Racionalismo                                      |
| --------------------------------------------------------- | ------------------------------------------------------------ |
| Comunalismo (Comunidad)                                   | Individualismo (Sociedad)                                    |
| Naturalismo                                               | "Culturalismo"                                               |
| Fijación a Madre-Naturaleza                               | Fijación a Padre-Ley                                         |
| Fijación a la tierra-familia-clan                         | Fijación razón-Estado                                        |
| Irracionalismo (magia, mito, utopía)                      | Racionalismo (el presente-dado)                              |
| Socialismo tribal (lo autóctona)                          | Universalidad (igualdad formal)                              |
| Elementarismo-no verbal                                   | Abstracto-verbal                                             |
| Religiosidad                                              | Secularización                                               |
| Conflicto de Autoridad                                    | Autoridad paternalizada                                      |
| Lo agrario retroprogresivo                                | Lo progresivo-urbano                                         |
| Lo sensible general-ilimitado (panteismo)                 | La idea delimitadora                                         |
| Material-Potencia                                         | Forma-Acto                                                   |
| El Destino (libertad como necesidad)                      | La libertad formal                                           |
| La familia                                                | Aislamiento                                                  |
| Derecho natural                                           | Derecho civil                                                |
| La costumbre (fueros)                                     | La ley                                                       |
| El devenir (cíclico)                                      | El ser (lo lineal)                                           |
| El verbo (dinámico)                                       | El nombre (estático)                                         |
| El tiempo, la Madre, lo oscuro                            | El espacio, el día, lo claro.                                |
| Confianza en la Madre Natura                              | Desconfianza en la vida, miedo a Dios                        |
| El principio femenino de la vida: totalización de sentido | Principio masculino                                          |
| La existencia concreta                                    | La esencia                                                   |
| La oral-asuntivo (txokos...)                              | Lo anal-agresivo                                             |
| Constitución de fratrías (-homosexualidad)                | Represión de la homosexualidad                               |
| La mujer omnipotente/bruja (ambivalencia)                 | La mujer como "complemento" del hombre                       |
| Igualdad de sexo (el hombre salvado por la mujer)         | Heroísmo patriarcal (el héroe caballeresco salva a la mujer) |
| Cosmomorfismo                                             | Antropomorfismo                                              |
| Lo auditivo-táctil                                        | Lo visual-ascensional                                        |
| Sedentarismo                                              | Nomadismo                                                    |
| Ritualismo (folklore, simbolismo)                         | Ética formal (principios)                                    |
| Totemismo: dicotomías rígidas bueno/malo                  | Flexibilidad (distinción)                                    |
| Estructura social ligadora                                | Desarraigo de estratos sociales                              |
| Valores transpersonales                                   | Valores personal-existenciales                               |
| Identidad grupal                                          | Inindentidad                                                 |
| Corporativismo (sociedad = cuerpo)                        | Distinción yo/sociedad                                       |
| Unitarismo (espíritu/materia, Dios/hombre)                | Separación (es/m, Dios(hom)                                  |
| Catolicismo (la Iglesia-Corporación)                      | Protestantismo (racionalización)                             |